# Juan Torras Guardiola

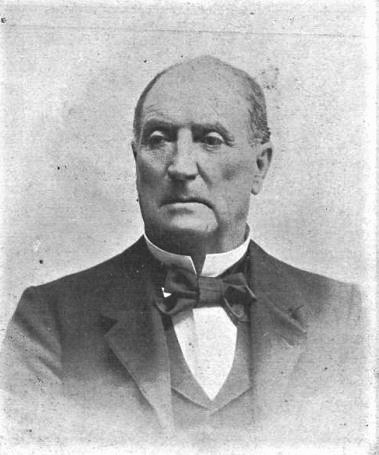
Retrato de Juan Torras Guardiola

Juan Torras Guardiola (San Andrés de Palomar, 1827-Barcelona, 1910) fue un arquitecto español, maestro de arquitectos como Elías Rogent, Antoni Gaudí y Augusto Font Carreras.

## Biografía
Hijo de un panadero de Sabadell, obtuvo los títulos de maestro de obras y arquitecto el año 1854. Dos años después entra como profesor a L'Escola de Mestres d'Obres, Aparelladors, Agrimensors i Directors de Camins Veïnals de Barcelona, que más adelante se convertiría en la prestigiosa Escuela Provincial de Arquitectura, de donde salieron los arquitectos españoles del modernismo. En esta escuela impartió durante más de treinta años materias técnicas, principalmente de estructuras metálicas y cálculos de resistencia, de gran importancia en la arquitectura de finales del siglo XIX. Fundó una empresa dedicada a grandes construcciones metálicas: la Casa Torras, Herrería y Construcciones.
Relacionadas con estas materias, hizo obras como el canal de San Baudilio, la carretera de Casa Antúnez, el camino del Bogatell, el puente de San Agustín en Gerona, la estación internacional de Portbou o el gran andamio que se utilizó para construir el Monumento a Colón en Barcelona. Su proyecto para el puente de Gerona fue escogido por encima de los que habían propuesto La Maquinista Terrestre y Marítima o el ingeniero Gustave Eiffel.
También hizo cubiertas y estructuras metálicas para mercados como los de Lérida y Tortosa, y para iglesias como el Seminario Conciliar, la Basílica del Pilar de Zaragoza o la capilla para la escuela-convento de Jesús María, ahora iglesia de San Paciano en San Andrés de Palomar, donde colaboró su alumno Antoni Gaudí. Falleció en 1910 en Barcelona.
Su más destacado alumno fue Antonio Gaudí, autor de obras como la inacabada Sagrada Familia, la Casa Batlló, el Parque Güell y la Casa Milà.